# Collina di Pierre Loti

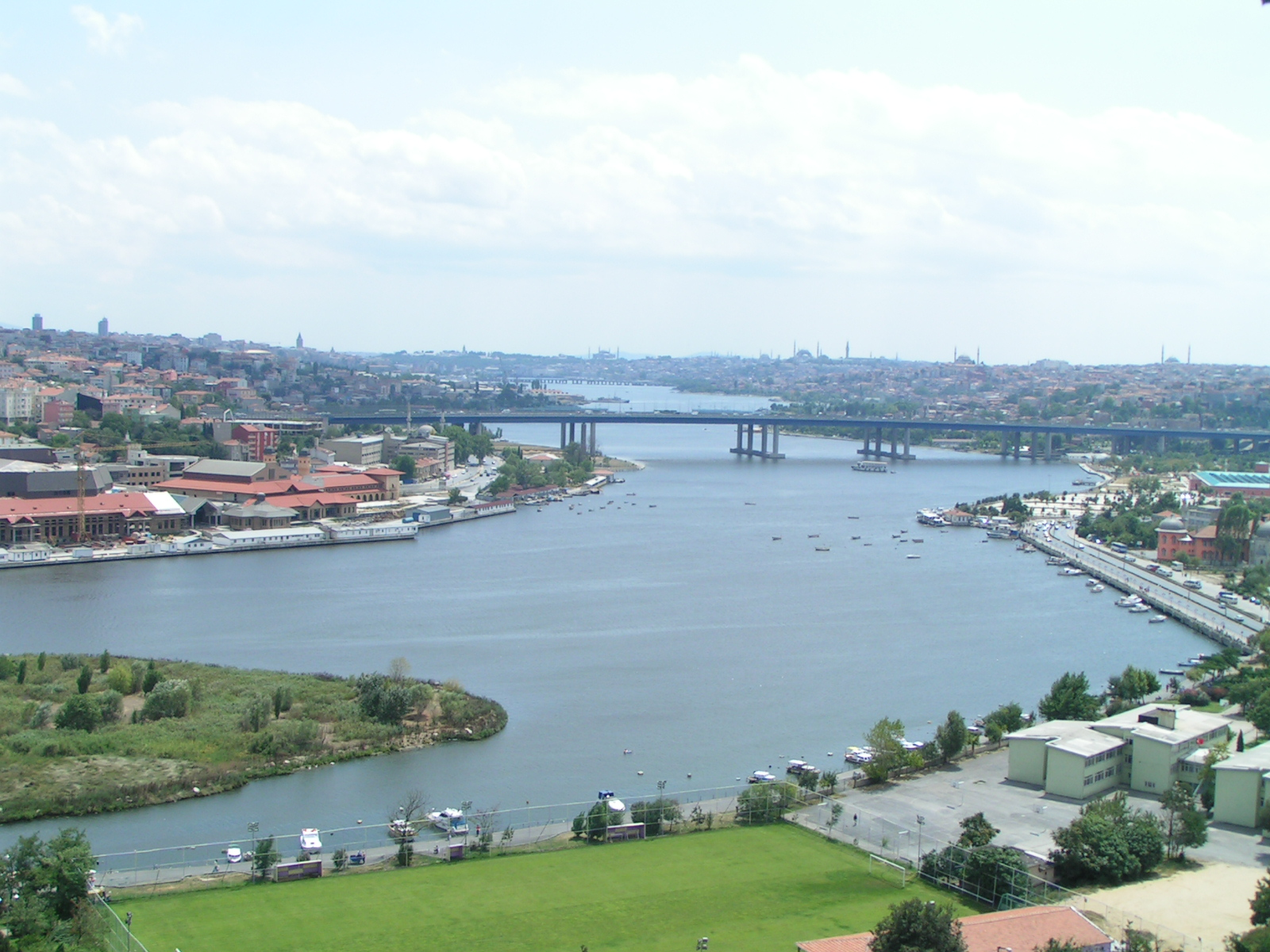
Vista di Istanbul dalla collina di Pierre Loti che domina il Corno d'Oro

La Collina di Pierre Loti (in turco Pierre Loti Tepesi) è una collina che si affaccia sul Corno d'Oro nel quartiere di Eyüpsultan a Istanbul. La collina prende il nome dallo pseudonimo del romanziere e orientalista francese Julien Viaud, giunto a Istanbul nel 1876 e stabilitosi qui, noto per le sue frequenti visite a un caffè su questa collina. La proposta presentata al consiglio comunale di cambiare il nome della collina in Collina di Eyüpsultan fu accolta con molte obiezioni da molti ambienti e infine respinta dal consiglio comunale. La collina e l'omonimo giardino del tè sono spesso visitati dai turisti che si recano a Istanbul. È possibile raggiungere la collina anche con la linea TF2 (Eyüp - Piyer Loti) della funivia.